# Mistrovství světa v zápasu řecko-římském 1908
Mistrovství světa v zápasu řecko-římském proběhlo v Vídni, Rakousko-Uhersko v roce 1908. 

## Výsledky
| Kategorie  | Zlato        | Stříbro         | Bronz              |
| ---------- | ------------ | --------------- | ------------------ |
| do 75 kg   | Robert Dirry | Alois Toduschek | Harald Christensen |
| nad +75 kg | Hans Egeberg | Josef Rossum    | Josef Panzer       |